# Ereunetea semifumida
Ereunetea semifumida är en fjärilsart som beskrevs av W. Warren 1909. Ereunetea semifumida ingår i släktet Ereunetea och familjen mätare. Inga underarter finns listade i Catalogue of Life.